# ديفيد هاميلتون (ملحن)
ديفيد هاميلتون (بالإنجليزية: David Hamilton)‏ هو ملحن نيوزلندي، ولد في 1955 في نيبيار في نيوزيلندا.

## روابط خارجية
- ديفيد هاميلتون على موقع IMDb (الإنجليزية)
- ديفيد هاميلتون على موقع ميوزك برينز (الإنجليزية)
- ديفيد هاميلتون على موقع قاعدة بيانات الفيلم (الإنجليزية)